# Ari Ambrose
Ari Ambrose (* 1974) ist ein US-amerikanischer Jazz-Tenorsaxophonist und Bandleader.
Ambrose studierte in Washington, D.C. und spielte dort mit lokalen Bands. Ab 1991 setzte er seine Studien an der Manhattan School of Music fort und spielte mit Musikern wie dem Trompeter Ryan Kisor. Ende der 1990er Jahre wurde er mit eigenen Band-Projekten bekannt; so entstand 1998 für SteepleChase Records mit Bassist Dennis Irwin und Drummer Billy Hart das Trioalbum Introducing Ari Ambrose, in der Besetzung angelehnt an die Trio-Session von Sonny Rollins (1957) oder Joe Hendersons Village Vanguard-Konzert 1985. In der Folge legte er fünf weitere Alben für das Label vor, die mit Musikern wie dem Pianisten George Colligan, dem Bassisten Jay Anderson oder dem Schlagzeuger Billy Drummond entstanden.
Nach Ansicht des Kritikers C. Hovan orientiert sich Ambrose an Vorbildern wie Ben Webster, Sonny Rollins, Archie Shepp und Joe Henderson.

## Diskographische Hinweise
- Cyclic Episode (Steeplechase, 1998)
- Chainsaw (Steeplechase, 1999)
- Early Song (Steeplechase, 1999)
- United (Steeplechase, 2002)
- On Another Day (Steeplechase, 2005)